# Krättenbach (Schüttelgraben)
Der Krättenbach ist ein knapp 0,6 km langer Bach, der im Süden von Waiblingen von links in den Schüttelgraben mündet.

## Geographie

### Verlauf
Der Krättenbach entspringt heute im nordöstlichen Teil von Rommelshausen und führt innerorts nur noch bei Starkregen Wasser. Er unterquert am Ortsrand die Bahnstrecke Stuttgart-Bad Cannstatt–Nördlingen, verläuft entlang der Kläranlage Krättenbach und unterquert anschließend den Teiler der Bundesstraßen 14 und 29. Unmittelbar danach mündet er nach etwa 0,6 km von rechts in den Schüttelgraben.
Einer älteren Karte zufolge begann er früher seinen Lauf etwas vor der heutigen südwestlichen Dorfgrenze am Wasserreservoir beim Sportplatz und durchquerte dann den Ort in offenem, dauerhaft wasserführendem Lauf, er war damals also über 2 km lang.

Krättenbach
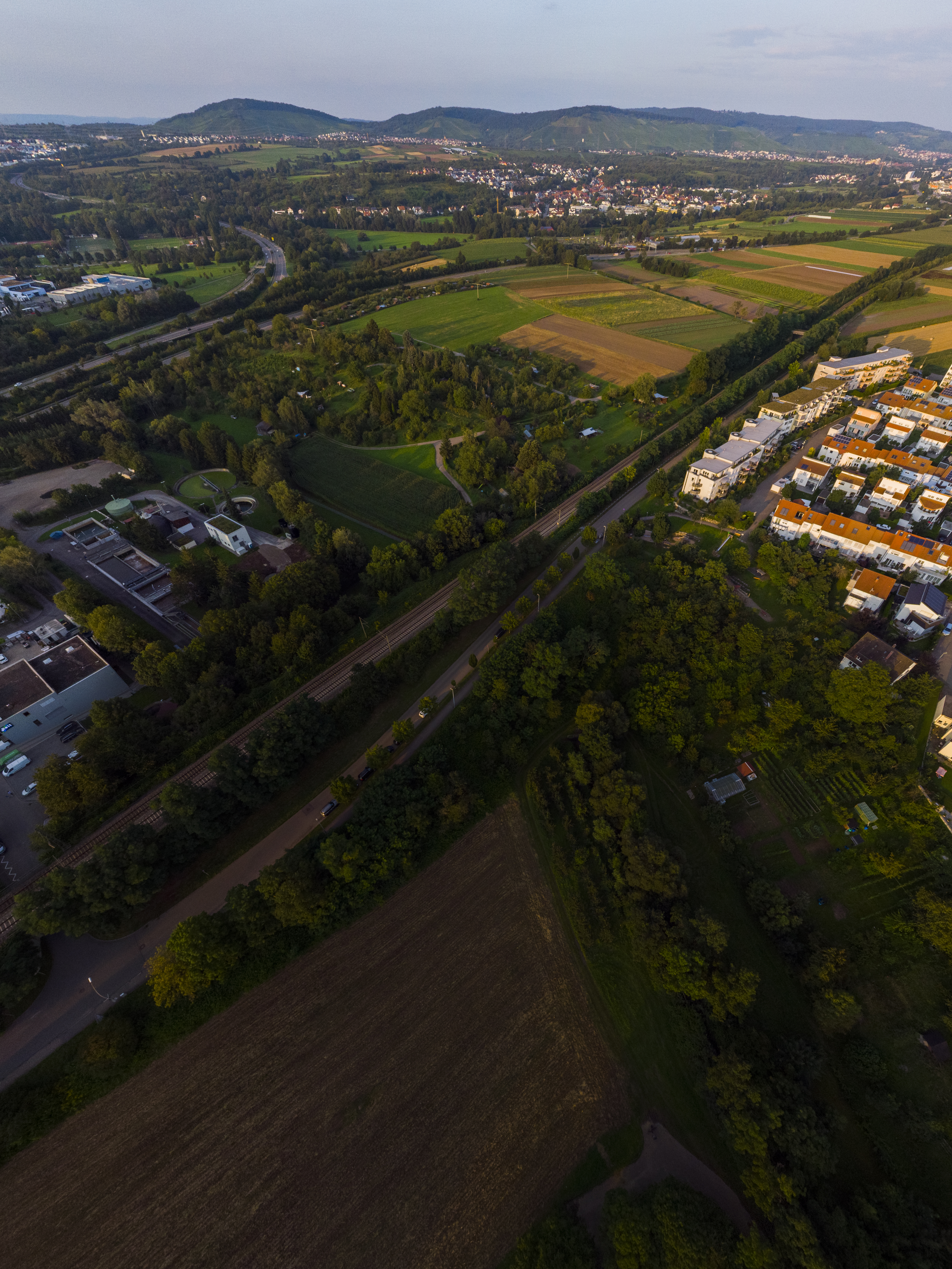
Verlauf des Krättenbachs in Rommelshausen
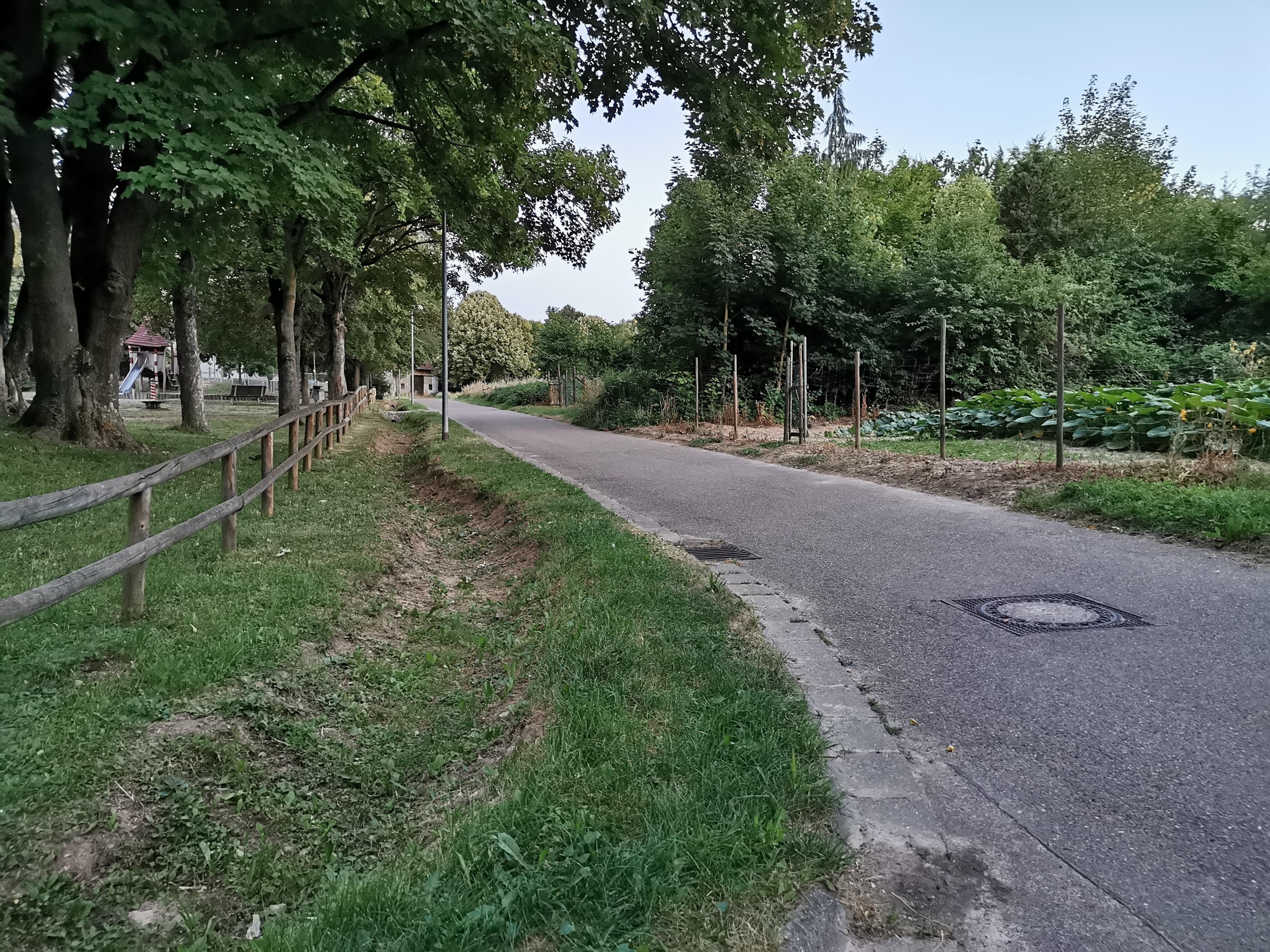
Weggraben, der zum Krättenbach führt
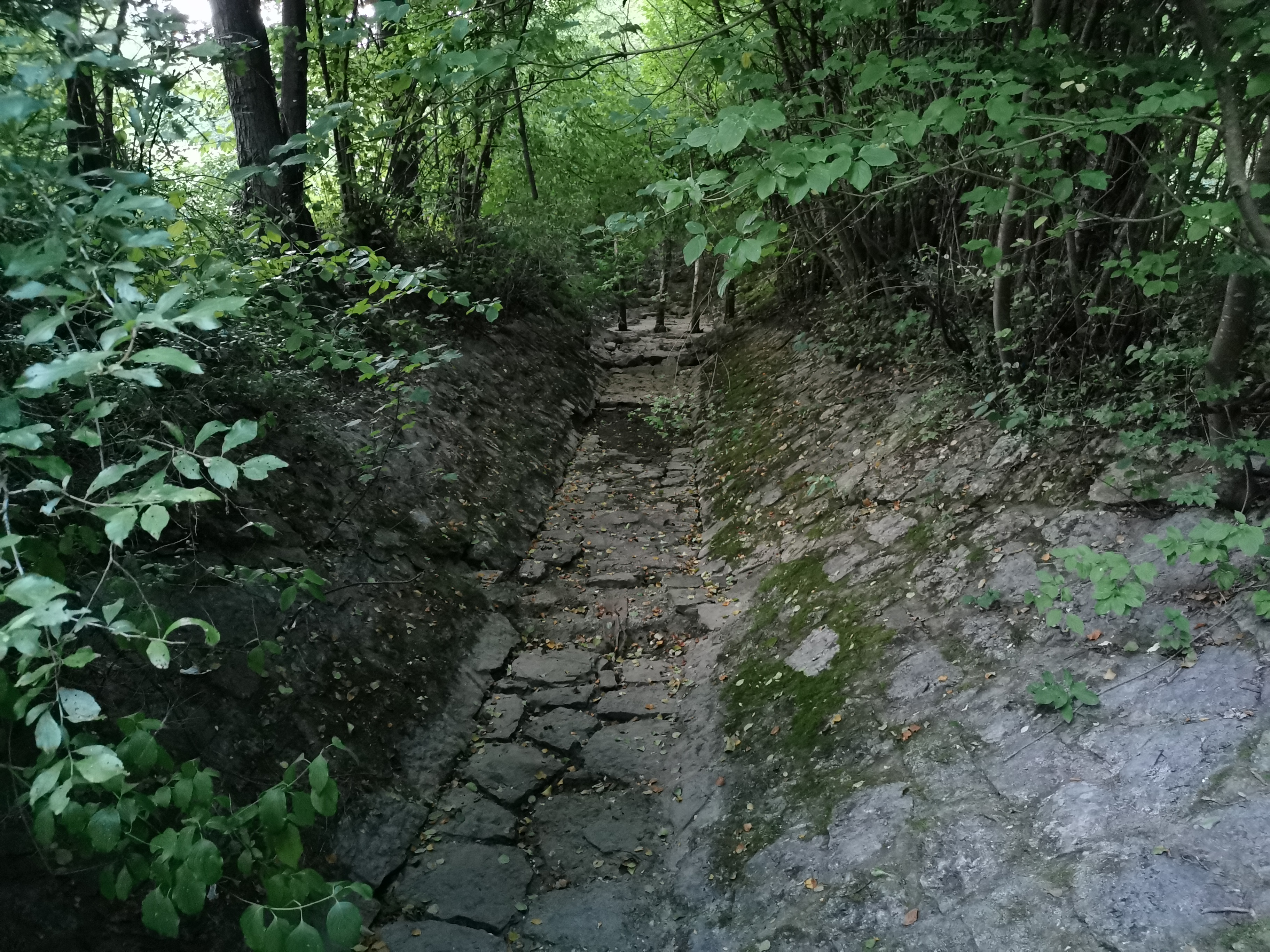
Krättenbach ohne Wasser
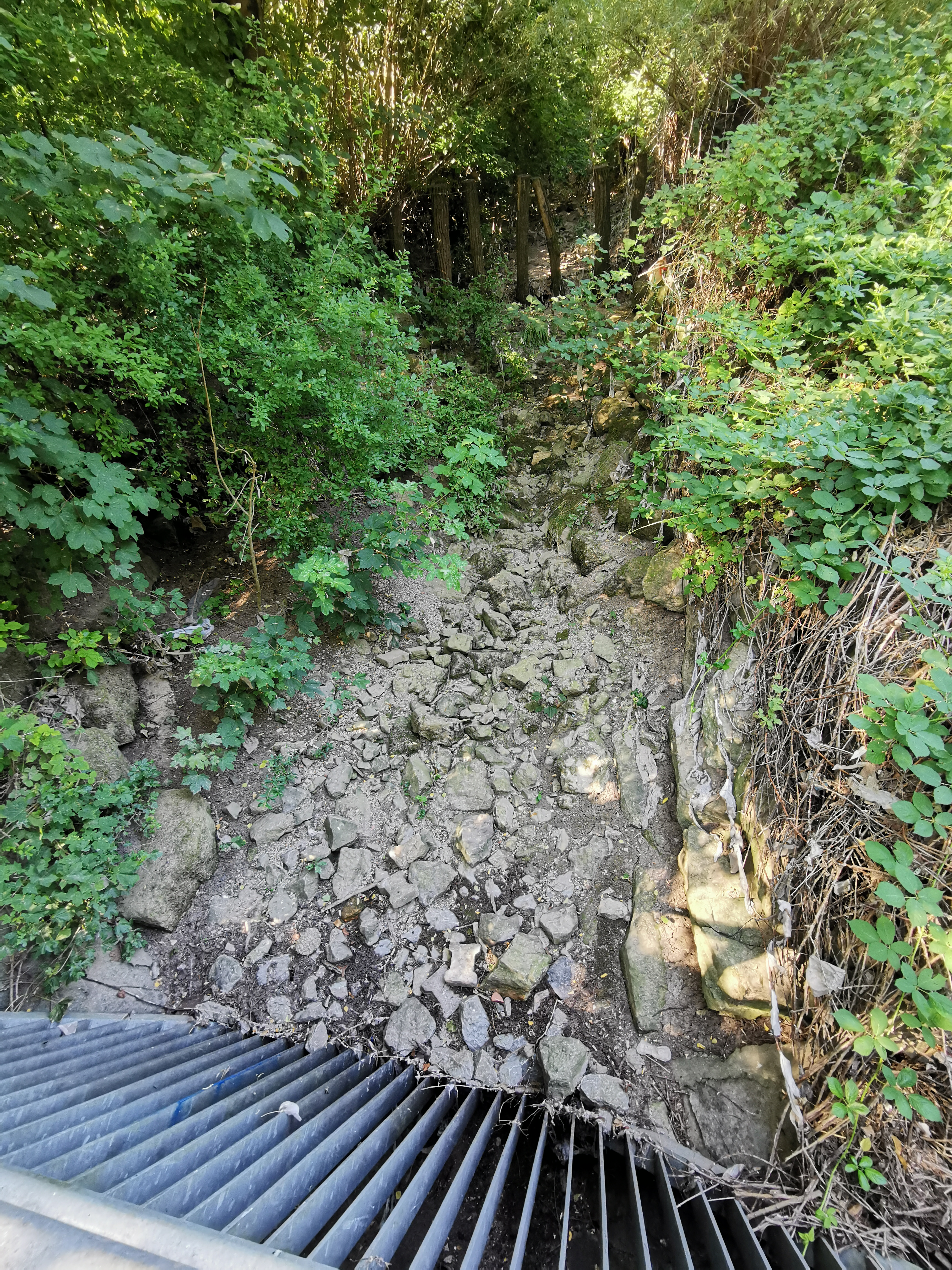
Dole an der Bahnlinie
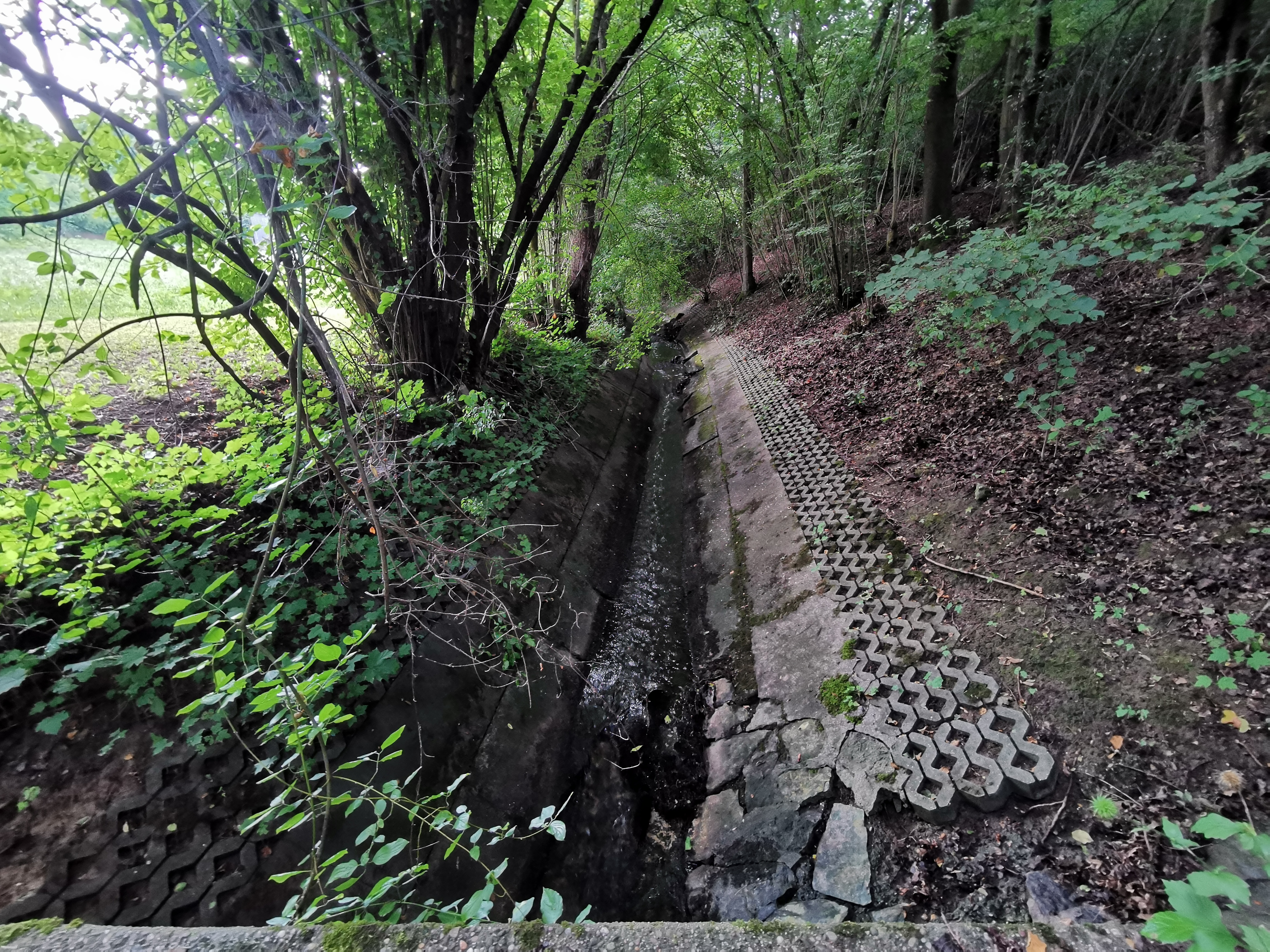
Wasserführender Krättenbach nördlich der Kläranlage
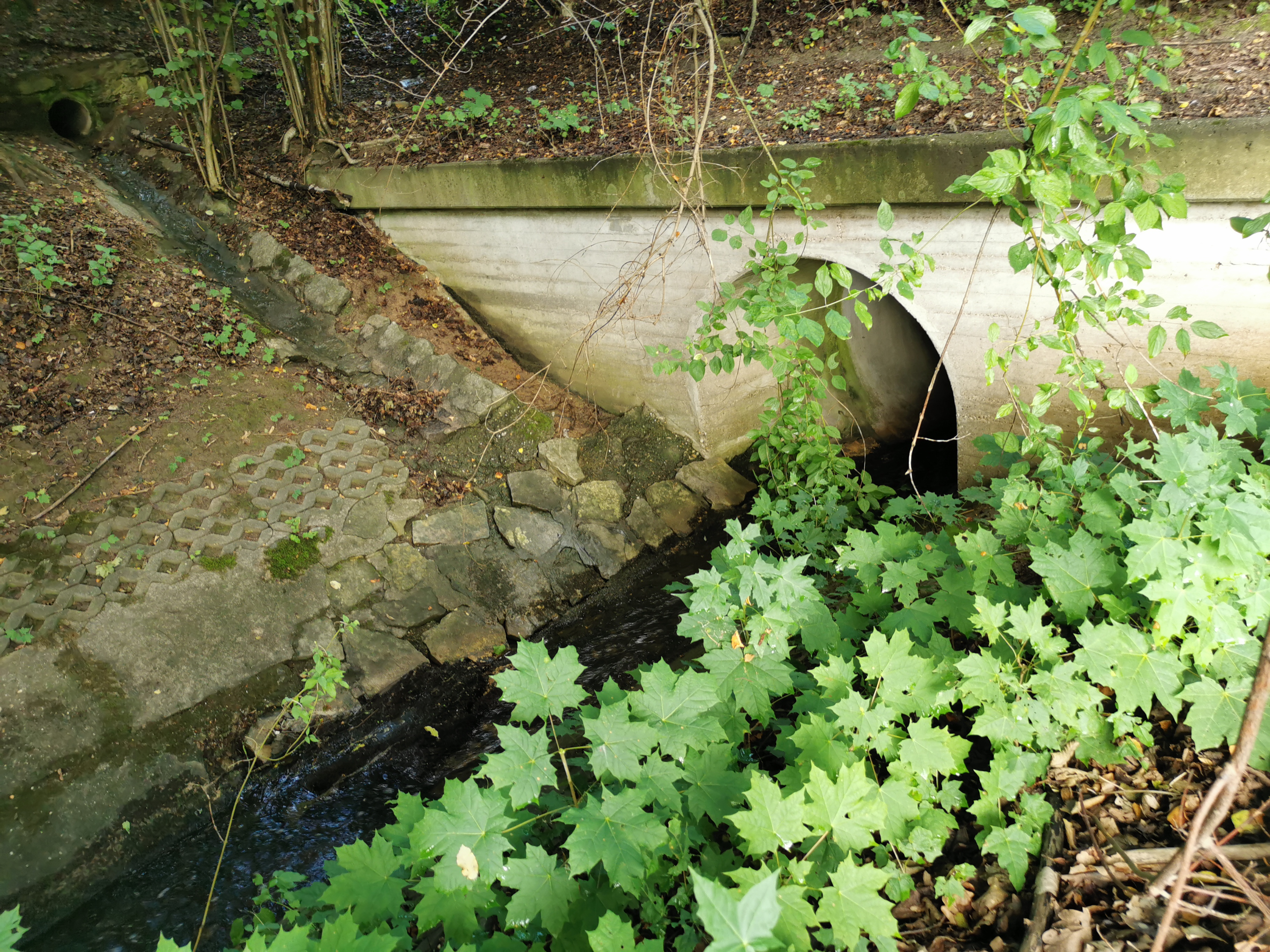
Dole unmittelbar an der Bundesstraße
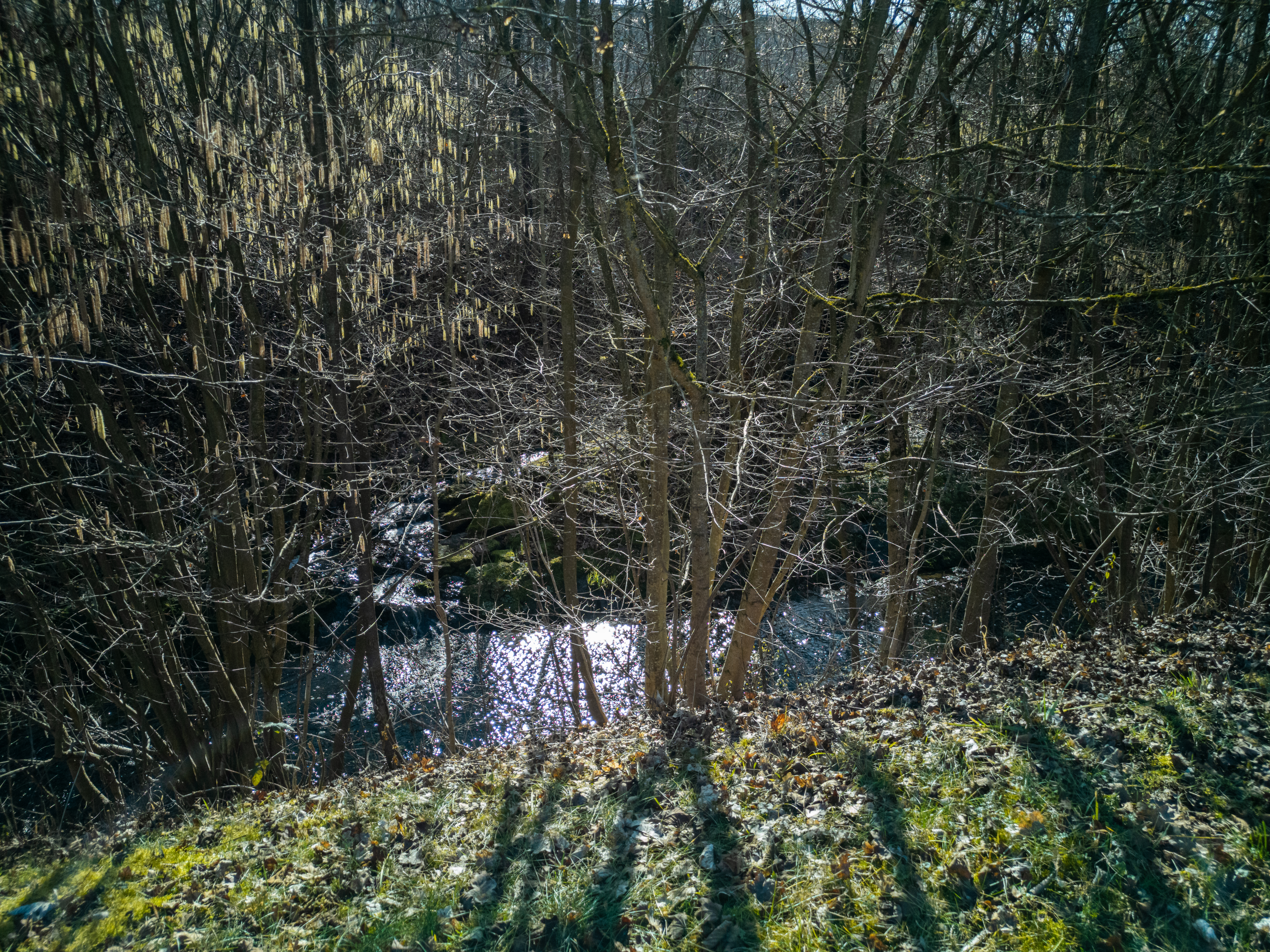
Mündung in den Schüttelgraben